# Old, New, Borrowed and Blue
Old, New, Borrowed and Blue är ett musikalbum av den brittiska musikgruppen Slade som utgavs i februari 1974. Skivan markerade något av ett skifte i gruppens ljudbild då den innehöll flera ballader som "Everyday" och "My Friend Stan", samtidigt som gruppen även framförde rocklåtar i gammal Slade-stil. Den amerikanska utgåvan av albumet fick titeln Stomp Your Hands, Clap Your Feet.

## Låtlista
1. "Just Want a Little Bit" - 4:00
2. "When the Lights Are Out" - 3:05
3. "My Town" - 3:06
4. "Find Yourself a Rainbow" - 2:11
5. "Miles Out to Sea" - 3:49
6. "We're Really Gonna Raise the Roof" - 3:09
7. "Do We Still Do It" - 3:01
8. "How Can It Be" - 3:01
9. "Don't Blame Me" - 2:32
10. "My Friend Stan" - 2:41
11. "Everyday" - 3:10
12. "Good Time Gals" - 3:33

## Listplaceringar
| Lista (1974)   | Position             |
| -------------- | -------------------- |
| Australien     | 8 (Go Set)           |
| Danmark        | 3 (DR "Top 20")      |
| Finland        | 2                    |
| Norge          | 3 (VG-lista)         |
| Storbritannien | 1 (UK Albums Chart)  |
| Sverige        | 8 (Kvällstoppen)     |
| USA            | 168* (Billboard 200) |
| Västtyskland   | 20                   |